# 吉乃鉱山
吉乃鉱山（よしのこうざん）とは、秋田県横手市（旧平鹿郡増田町）にあった鉱山である。1720年ごろに発見されたとされる。大正期に大鉱脈が発見されたことにより秋田県南部を代表する黒鉱鉱山とも云われ、他に黄銅鉱、黄鉄鉱、重晶石などを産出。1957年（昭和32年）に閉山。
大正の最盛期には3000人超の労働者が集まり、町には鉱石を運ぶ鉄索や水力発電所などのインフラも整備される。1918年（大正7年）には国鉄十文字駅と増田町とを結ぶ吉乃軽便鉄道の事業免許を取得するものの、着工されることなく失効した。他、似たルートで何度か事業計画がなされるが、着工されず中止になっている。
鉱山によって町の経済がうるおう一方で亜硫酸ガスによる大気汚染やカドミウムを成分に含む鉱毒による水質汚染など公害も発生、米の出荷基準を超える鉱毒混入の恐れによって田を畑に転換せざるを得ない地区も発生した。製錬所の設置については県を巻き込んで地元民の反対運動も展開された。同鉱山の閉山後、長きにわたって鉱毒対策が行われ、現在はすでに完了している。
西成瀬地区交流センターに本鉱山に関する展示資料がある。